# Maximilian I Joseph của Bayern
Maximilian I Joseph (tiếng Đức: Maximilian I. Joseph; 27 tháng 5 năm 1756 tại Schwetzingen, gần Mannheim – 13 tháng 10 năm 1825 tại München) là Công tước xứ Zweibrücken từ năm 1795, trở thành Tuyển hầu xứ Bayern và Tuyển hầu xứ Pfalz từ 1799, và từ năm 1806 được nâng lên làm vua của Vương quốc Bayern cho đến khi qua đời. Ông là thành viên của Nhà Pfalz-Birkenfeld, một nhánh thuộc Triều đại Wittelsbach.
Ông là con trai thứ của một bá tước nhỏ và không quan trọng, nên khả năng trở thành một vị quân vương có chủ quyền là rất khó xảy ra, nhưng chính những cái chết không để lại người thừa kế nam hợp pháp của những nhà cai trị trong Gia tộc Wittelsbach đã đưa ông lên ngai vàng của nhiều nhà nước trong Đế chế La Mã Thần thánh, ngoài ra, qua cuộc hôn nhân của mình, ông còn đứng đầu danh sách thừa kế ngai vàng của Đại công quốc Baden, trước khi nhà nước này thay đổi hiến pháp.
Maximilian I Joseph kết hôn 2 lần, người vợ đầu tiên là Auguste Wilhelmine xứ Hessen-Darmstadt, sau khi bà qua đời vào năm 1796 thì ông lấy một người vợ khác là Karoline xứ Baden, ông có 5 người con với vợ đầu tiên và 8 người con với vợ thứ hai, trong đó chỉ có 9 người sống đến tuổi trưởng thành, với 2 con trai và 7 cô con gái. Các hậu duệ của ông đã được gả cho các quân chủ cai trị hoặc đại quý tộc ở khắp châu Âu, bao gồm: Phó vương Ý Eugène de Beauharnais, cánh tay đắc lực của Hoàng đế Napoleon I, con trai riêng của Hoàng hậu Joséphine de Beauharnais; Hoàng đế Franz II của Thánh chế La Mã sau trở thành hoàng đế đầu tiên của Đế chế Áo; Friedrich Wilhelm IV, vua của Vương quốc Phổ; Friedrich August II và Johann I là 2 vị vua của Vương quốc Sachsen; Nhiếp chính vương Franz Karl của Áo... Những người cháu nổi bậc nhất của ông gồm có: Joséphine xứ Leuchtenberg vương hậu của Thụy Điển và Na Uy; Amélie xứ Leuchtenburg hoàng hậu của Đế quốc Brasil; Auguste vương tế của Vương quốc Bồ Đào Nha; Albert I của Sachsen, Georg I của Sachsen; Hoàng đế Franz Joseph I của Đế chế Áo và Áo-Hung; Hoàng đế Maximilian I của Đệ Nhị Đế chế México; Othon I vua đầu tiên của Vương quốc Hy Lạp hiện đại.

## Cuộc sống đầu đời

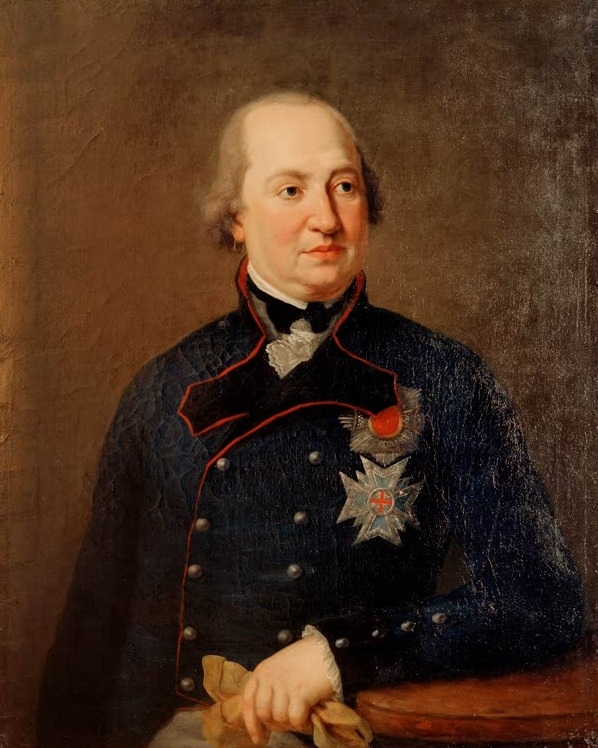
Maximilian Joseph vào khoảng năm 1800

Maximilian là con trai thứ 3 trong số 6 người con của Bá tước Frederick Michael xứ Zweibrücken và Maria Francisca xứ Sulzbach, sinh ngày 27 tháng 5 năm 1756 tại Schwetzingen, giữa Heidelberg và Mannheim.
Sau cái chết của cha mình vào năm 1767, ban đầu ông không có sự giám sát của cha mẹ, vì mẹ ông đã bị trục xuất khỏi triều đình của chồng sau khi ngoại tình với một nam diễn viên và sinh một cậu con trai. Maximilian được giáo dục cẩn thận dưới sự giám sát của chú mình, Công tước Christian IV xứ Zweibrücken, người đã để cho ông ở tại Hôtel des Deux-Ponts. Ông được phong Bá tước xứ Rappoltstein vào năm 1776 và năm 1777, phục vụ với tư cách là đại tá trong quân đội Pháp. Ông thăng cấp nhanh chóng lên thiếu tướng. Từ 1782 đến 1789, ông đóng quân tại Strasbourg. Trong thời gian làm sinh viên tại Đại học Strasbourg, Klemens von Metternich, Hoàng thân và Tể tướng đại thần tương lai của Đế quốc Áo đã được Maximilian tiếp đón và cho ở tại dinh thự của mình một thời gian. Khi Cách mạng Pháp bùng nổ, Maximilian đã từ bỏ quân đội Pháp để khoát lên mình bộ quân phục Đế chế Áo và tham gia vào các chiến dịch mở đầu của Chiến tranh Cách mạng Pháp. Chính những năm tháng phục vụ cho quân đội Vương quốc Pháp của Nhà Bourbon đã giúp Maximilian tích luỹ nhiều kinh nghiệm để sau này, khi thừa kế ngai vàng của Tuyển hầu xứ Bayern, ông đã tiến hành xây dựng và củng cố lại quân đội đang rệu rã của nhà nước này.

## Công tước xứ Zweibrücken

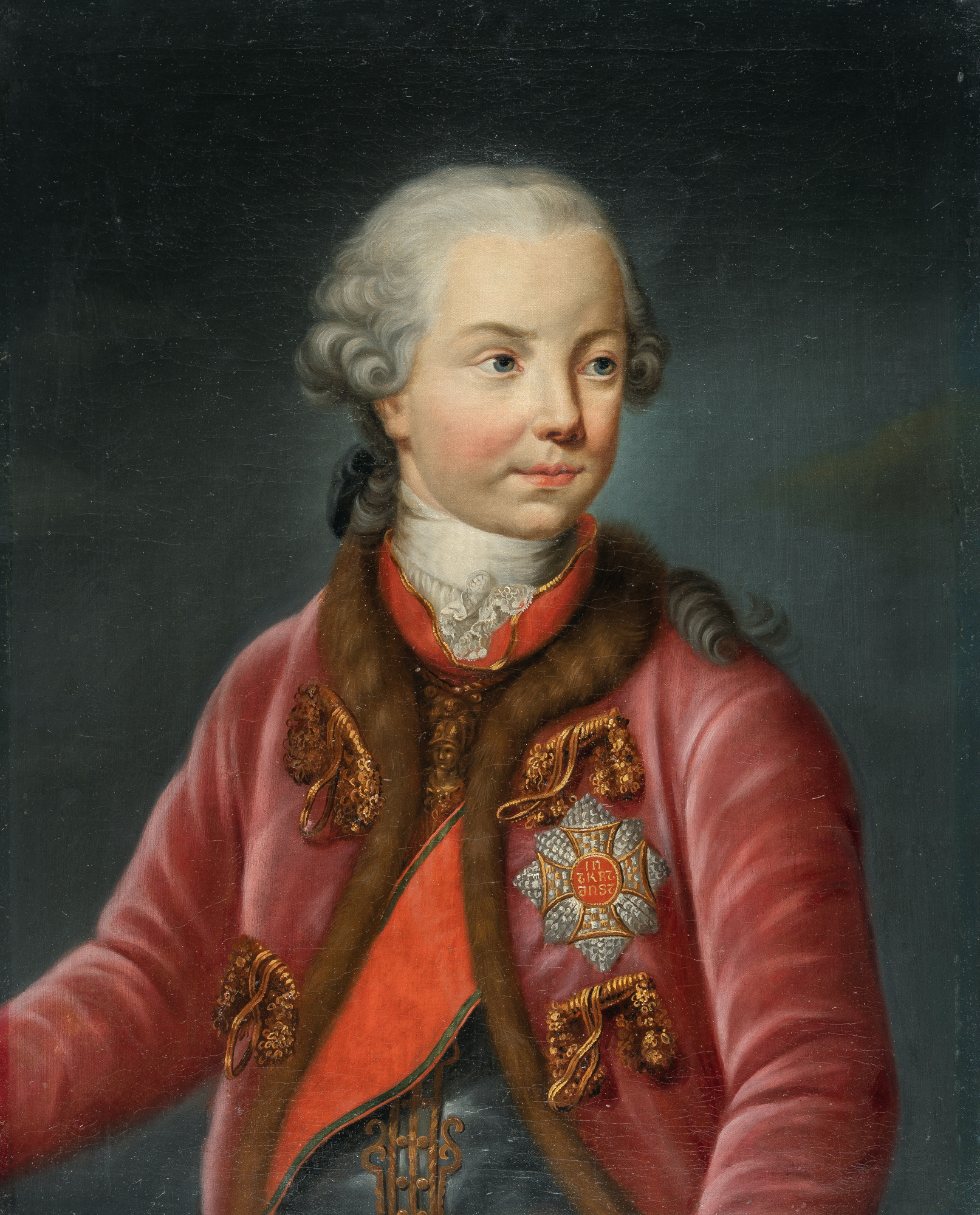
Maximilian Joseph năm 1768

Năm 1775, bác của Maximilian là Công tước Christian IV qua đời mà không để lại bất cứ người thừa kế hợp pháp nào, dù ông có đến 6 người con trong cuộc hôn nhân quý tiện kết hôn, nên quyền thừa kế Công quốc Zweibrücken được trao lại cho anh trai cả của Maximilian là Bá tước Karl, trong suốt 20 năm tại vị, dù có vợ nhưng Karl II không sinh được bất cứ người con nào nên sau khi qua đời vào năm 1795, Maximilian được thừa kế Công quốc Zweibrücken, tuy nhiên lãnh thổ của công quốc này đã bị quân Cách mạng Pháp chiếm đóng vào thời điểm đó, cho nên Maximilian là vị Công tước có ngôi nhưng không có lãnh thổ.

## Tuyển hầu xứ Bayern và Pfalz
Vào ngày 16 tháng 2 năm 1799, Karl Theodor, Tuyển hầu xứ Bayern qua đời mà không để lại bất kỳ người thừa kế nam nào nên toàn bộ tài sản, tước vị, lãnh thổ của Karl Theodor cũng như quyền đứng đầu Vương tộc Wittelsbach đều thuộc về Maximilian. Ông trở thành Tuyển đế hầu của Xứ Bayern và Xứ Pfalz, vì thế ông cũng nắm trong tay chức quan "Tổng quản của Đế chế La Mã Thần Thánh", ngoài ra ông còn thừa kế các lãnh thổ: Công quốc Berg, Bá quốc Pfalz-Neuburg, Bá quốc Pfalz-Sulzbach. Lãnh thổ nằm dưới quyền cai trị của Maximilian lớn thứ 3 trong Đế chế La Mã Thần thánh, chỉ xếp sau Quân chủ Habsburg và Brandenburg-Phổ của Vương tộc Hohenzollern.
Maximilian tuy thừa kế nhiều lãnh thổ rộng lớn trong Đế chế, nhưng quân đội tại các nhà nước này trong tình trạng rất tệ, trong đó nhà nước lớn nhất là Bayern không hề có một đơn vị nào có đủ sức mạnh, quân đội nói chung được huấn luyện và trang bị tồi. Sau khi lên ngôi với tước hiệu Maximilian IV Joseph, ông đã dùng kiến thức và kinh nghiệm của mình dưới thời còn là sĩ quan cấp cao trong Quân đội Pháp để tái thiết lại quân đội Bayern.
Sự đồng cảm của Maximilian với nước Pháp và những ý tưởng khai sáng ngay lập tức thể hiện khi ông lên ngôi xứ Bayern. Bá tước Max Josef von Montgelas người từng bất hoà trong chính sách cai trị với vị cựu tuyển đế hầu Karl Theodore, đã có một thời gian làm thư ký riêng của Maximilian Joseph, ông là người có ảnh hưởng mạnh mẽ nhất, hoàn toàn yêu nước và theo chủ nghĩa khai sáng. Nông nghiệp và thương mại được thúc đẩy, luật pháp được cải thiện, bộ luật hình sự mới được ban hành, thuế và thuế quan được cân bằng bất kể các đặc quyền truyền thống, trong khi một số nhà tôn giáo bị đàn áp và doanh thu của họ được sử dụng cho mục đích giáo dục và các mục đích hữu ích khác. Ông đóng cửa Đại học Ingolstadt vào tháng 5 năm 1800 và chuyển nó đến Landshut.
Trong các vấn đề đối ngoại, thái độ của Maximilian Joseph, theo quan điểm của người Đức, ít đáng khen ngợi hơn. Ông ấy không bao giờ có bất kỳ thiện cảm nào với tình cảm ngày càng tăng của Đức, và thái độ của ông được quyết định bởi những cân nhắc hoàn toàn của triều đại, hoặc ít nhất là của người Bayern. Cho đến năm 1813, ông là người trung thành nhất trong số các đồng minh người Đức của Hoàng đế Napoléon, mối quan hệ được củng cố bằng cuộc hôn nhân của con gái lớn của ông với Eugène de Beauharnais, Phó vương của Ý và là cánh tay đắc lực của Napoleon. Phần thưởng dành cho Maximilian đến từ Hiệp ước Pressburg (26 tháng 12 năm 1805), theo đó thì tuyển đế hầu xứ Bayern sẽ nhận được tước hiệu hoàng gia và các vụ mua lại lãnh thổ quan trọng ở Swabia và Franken để hoàn thiện hơn lãnh thổ của mình. Tuyển hầu xứ Bayern được nâng lên thành Vương quốc Bayern và ông chính thức đăng cơ vào ngày 1 tháng 1 năm 1806, với vương hiệu Maximilian I Joseph. Vào ngày 15 tháng 3, ông nhượng lại Công quốc Berg cho em rể của Hoàng đế Napoléon là Joachim Murat.

## Vua của Bayern

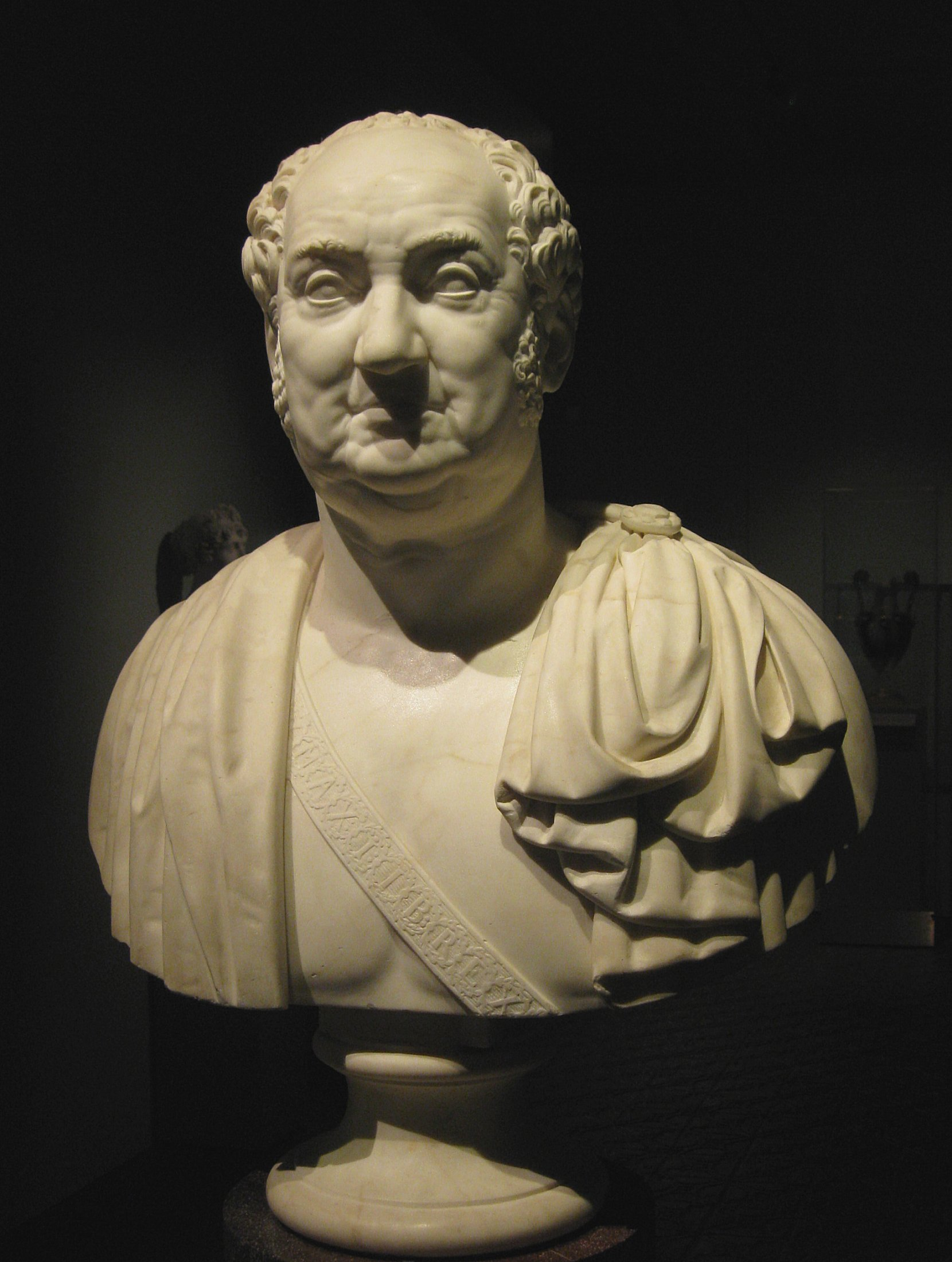
Max I Joseph, được chế tác bởi Ernst von Bandel (1826)

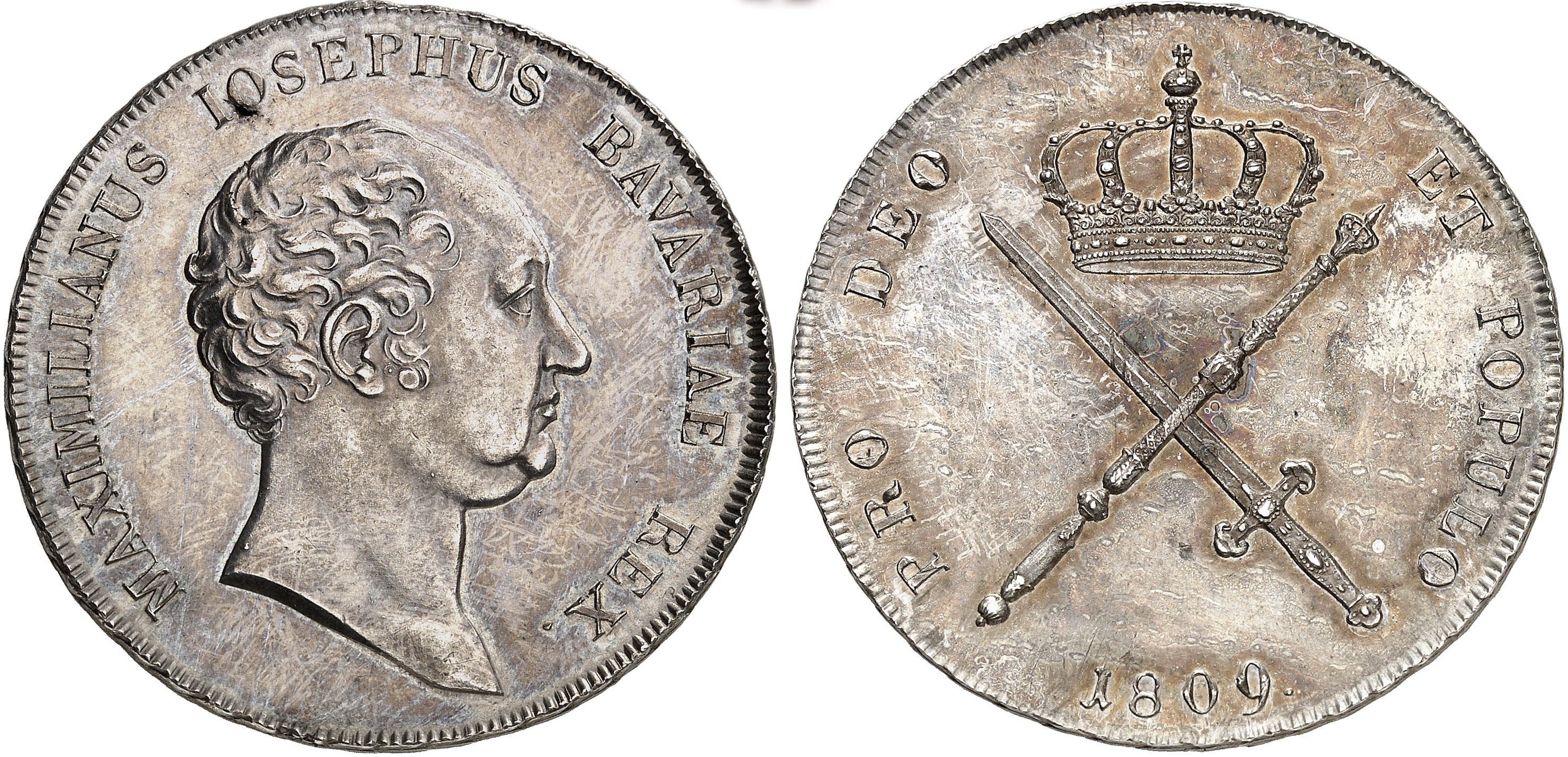
Xu bạc: 1 Kronenthaler của Vương quốc Bayern, phát hành năm 1809 với mặt trước là chân dung của Vua Maximilian I Joseph

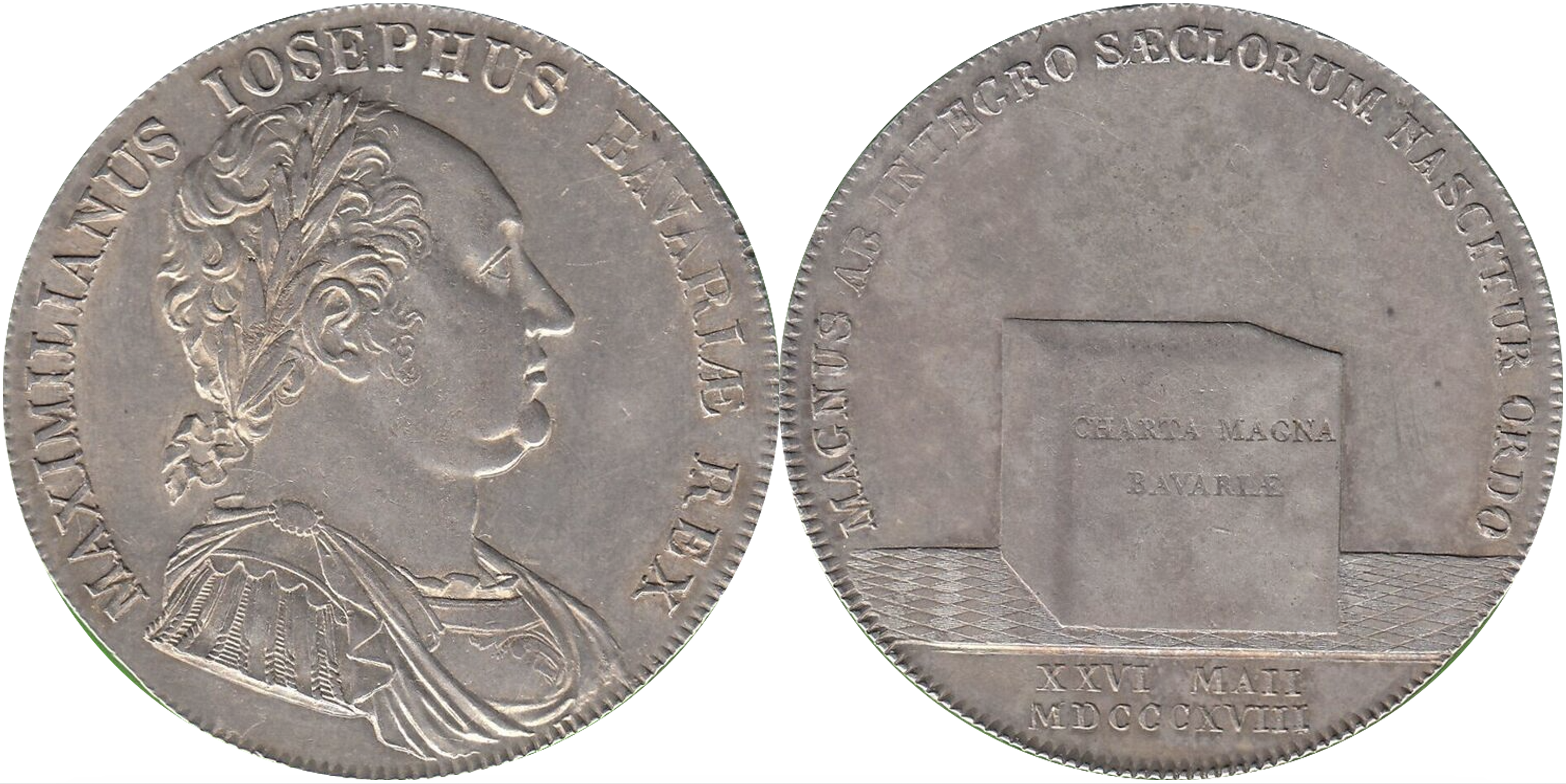
Xu bạc; 1 Conventionsthaler của Vương quốc Bayern, phát hành năm 1818 với chân dung Maximilian I Joseph trong trang phục La Mã, đầu đội vòng nguyệt quế - Đây được xem là mẫu tiền có chân dung đẹp nhất của Vua Maximilian.

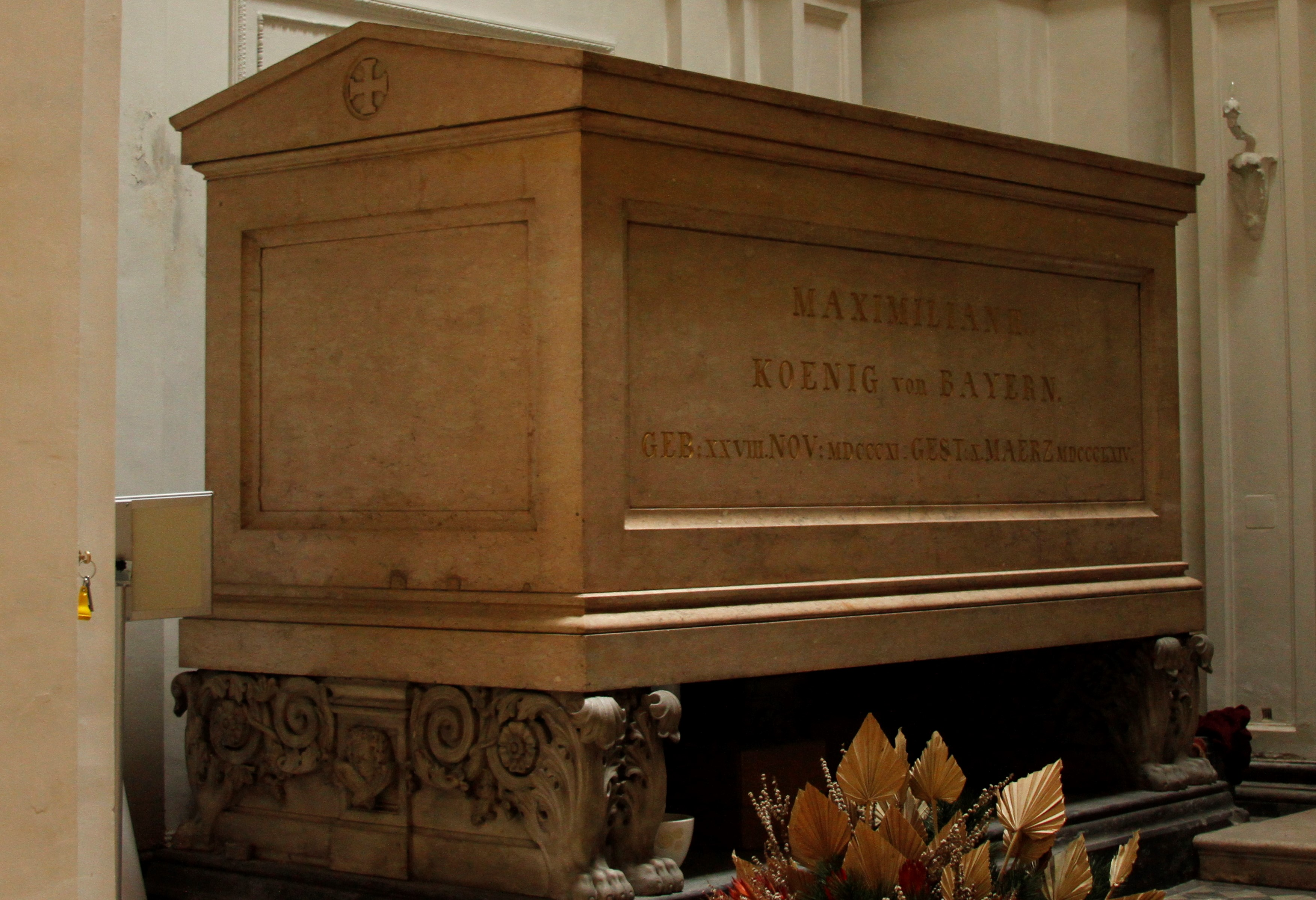
Lăng mộ của Maximilian I Joseph trong Nhà thờ Theatine ở Munich

Maximilian Joseph trở thành vị vua đầu tiên của Vương quốc Bayern và ngay lập tức được Hoàng đế Napoleon xem là một trong những đồng minh quan trọng nhất trong Liên bang Rhein, và vẫn là đồng minh của Napoléon cho đến trước Trận Leipzig, khi theo Hiệp ước Ried (8 tháng 10 năm 1813), để đảm bảo sự toàn vẹn của Vương quốc Bayern thì Maximilian phải trả giá bằng việc gia nhập quân Đồng minh. Vào ngày 14 tháng 10, Bayern chính thức tuyên chiến với Đệ Nhất Đế chế Pháp của Napoléon. Hiệp ước được Thái tử Ludwig và Nguyên soái von Wrede nhiệt liệt ủng hộ.
Tuy nhiên, theo Hiệp ước Paris thứ nhất (ngày 3 tháng 6 năm 1814), ông nhượng Tyrol cho Đế quốc Áo để đổi lấy Đại công quốc Würzburg trước đây. Tại Đại hội Viên mà ông đích thân tham dự, Maximilian phải nhượng bộ thêm cho Áo, nhượng lại Salzburg và các vùng Innviertel và Hausruckviertel để đổi lấy phần phía tây của Pfalz cũ. Nhà vua đã chiến đấu hết mình để duy trì sự tiếp giáp của các lãnh thổ Bayern như đã được đảm bảo tại Hòa ước Ried, nhưng điều lớn nhất mà ông có thể nhận được là sự đảm bảo từ Hoàng thân Metternich trong việc được thừa kế Đại công quốc Baden, nhưng đã không thành công sau khi Thân vương Leopold đã được hợp thức hoá để tiếp nhận ngai vàng Baden.
Tại Viên và sau đó, Maximilian kiên quyết phản đối bất kỳ sự tái thiết nào của nước Đức vốn có thể gây nguy hiểm cho nền độc lập của Bayern, và chính sự kiên quyết của ông đối với nguyên tắc trao toàn bộ chủ quyền cho các Thân vương Đức trị vì đã góp phần lớn vào tổ chức lỏng lẻo và yếu kém của Bang liên Đức mới được thành lập. Hiến pháp Bang liên Đức (8 tháng 6 năm 1815) của Đại hội Viên được công bố ở Bayern, không phải là luật mà là một hiệp ước quốc tế. Một phần để đảm bảo sự ủng hộ của quần chúng trong việc chống lại bất kỳ sự can thiệp nào của Nghị viện Liên bang vào các vấn đề nội bộ của Bayern, một phần để mang lại sự thống nhất cho các lãnh thổ có phần không đồng nhất của ông, mà Maximilian vào ngày 26 tháng 5 năm 1818 đã ban hành một hiến pháp tự do cho người dân của mình. Montgelas, người đã phản đối sự nhượng bộ này, đã thất bại vào năm trước, và Maximilian cũng đã đảo ngược chính sách giáo hội của mình, ký vào ngày 24 tháng 10 năm 1817, một hiệp ước với Lãnh địa Giáo hoàng, theo đó quyền lực của giới tăng lữ, phần lớn bị cắt giảm dưới thời chính phủ Montgelas, được khôi phục.
Quốc hội mới tỏ ra độc lập hơn những gì ông dự đoán và vào năm 1819, Maximilian viện đến việc kêu gọi các thế lực chống lại sự sáng tạo của chính mình; nhưng "chủ nghĩa đặc thù chính trị" của người Bayern và sự đồng tình thực sự của quần chúng đã ngăn cản ông cho phép các Nghị định Carlsbad được thi hành nghiêm ngặt trong lãnh thổ của mình. Các nghi phạm bị bắt giữ theo lệnh của Ủy ban Mainz mà nhà vua đã quen tự mình kiểm tra, kết quả là trong nhiều trường hợp, toàn bộ quá trình tố tụng bị hủy bỏ, và không ít bị cáo được miễn tội với một khoản tiền.
Maximilian qua đời tại Cung điện Nymphenburg, ở Munich, vào ngày 13 tháng 10 năm 1825 và được kế vị bởi con trai ông là Thái tử Ludwig. Maximilian được chôn cất trong hầm mộ của Nhà thờ Theatine ở Munich.

## Số phận kỳ lạ

Huy hiệu của Maximilian trên cương vị Tuyển đế hầu và sau là Vua của Vương quốc Bayern

Maximilian vốn không thể nào trở thành một nhà cai trị, và xác suất này dường như bằng không khi ông sinh ra là người con thứ 5 của một vị bá tước nhỏ. Nhưng số phận đã 3 lần đưa ông đứng đầu danh sách kế vị ngai vàng của 2 Công quốc, 2 Tuyển hầu quốc, 3 Bá quốc, 1 Đại công quốc, và cuối cùng ông trở thành vua của một vương quốc có diện tích rộng thứ 3 trong các nhà nước nói tiếng Đức. Maximilian xuất thân từ một chi nhánh thứ cấp thuộc Vương tộc Wittelsbach, trở thành người đứng đầu cả vương tộc, vận may này đều đến từ những cái chết không để lại người thừa kế nam hợp pháp của các nhà cai trị thuộc vương triều Wittelsbach và Zähringen trong toàn đế chế.

### Thừa kế lãnh thổ của Nhà Pfalz-Birkenfeld và Pfalz-Sulzbach
Maximilian là con út trong 5 người con của Bá tước Frederick Michael, người không hề nắm quyền cai trị bất cứ vùng đất nào trong Đế chế La Mã Thần Thánh, vì lãnh thổ của cha ông được thừa kế bởi người anh cả là Christian IV, Bá tước Pfalz của Zweibrücken, nên bản thân Frederick Michael và các hậu duệ của mình chỉ mang tước hiệu chứ không hề có lãnh thổ cai trị. Năm 1775, Bá tước Christian IV qua đời mà không để lại người thừa kế, nên ngôi vị được truyền lại cho người con cả của Frederick Michael là Karl II August, cũng là anh cả của Maximilian. Sau 20 năm tại vị, Karl qua đời và cũng không để lại người thừa kế, nên ngôi vị lại được truyền cho Maximilian. Năm 1799, người họ hàng xa của ông là Karl Theodor, tuyển đế hầu cai trị xứ Bayern cũng không để lại người thừa kế nam nào nên một lần nữa Maximilian lại sở hữu thêm 4 ngai vàng khác. Tính đến thời điểm đó, ông sở hữu các tước vị và lãnh thổ sau: Tuyển hầu xứ Bayern, Tuyển hầu xứ Pfalz, Công tước xứ Berg, Công tước xứ Pfalz Zweibrücken, Bá tước Pfalz xứ Neuburg, Bá tước xứ Pfalz-Sulzbach với lãnh thổ rộng xếp thứ 3 trong Đế chế La Mã Thần Thánh, chỉ sau Quân chủ Habsburg của Áo và Vương quốc Phổ của Nhà Hohenzollern. Năm 1806, Đế chế La Mã Thần thánh tan rã, Tuyển hầu xứ Bayern được nâng lên thành Vương quốc Bayern và Maximilian trở thành vị vua đầu tiên của vương quốc này.

### Thừa kế lãnh thổ của Nhà Zähringen
Năm 1815, Đại hội Viên đã công nhận quyền thừa kế Đại công quốc Baden cho Maximilian, vì ông là con rể của Charles Louis, con trai trưởng của nhà cai trị xứ Baden Karl Friedrich, các hậu duệ của ông này đã dần chết đi mà không để lại người thừa kế, tuy ông với người vợ sau Louise Caroline xứ Hochberg có đến 4 con trai, nhưng cuộc hôn nhân giữa họ bị xem là quý tiện kết hôn nên không thể thừa kế ngai vàng của Baden. Vì không muốn để ngai vàng cho vua xứ Bayern nên Ludwig I, Đại công tước xứ Baden đã cho thay đổi hiến pháp và tiến hành đàm phán với các cường quốc để hợp thức hoá các hậu duệ của ông nội Karl Friedrich và Louis Caorline, vì thế mà ngai vàng Baden đã để lại cho người chú Leopold.

## Di sản văn hoá

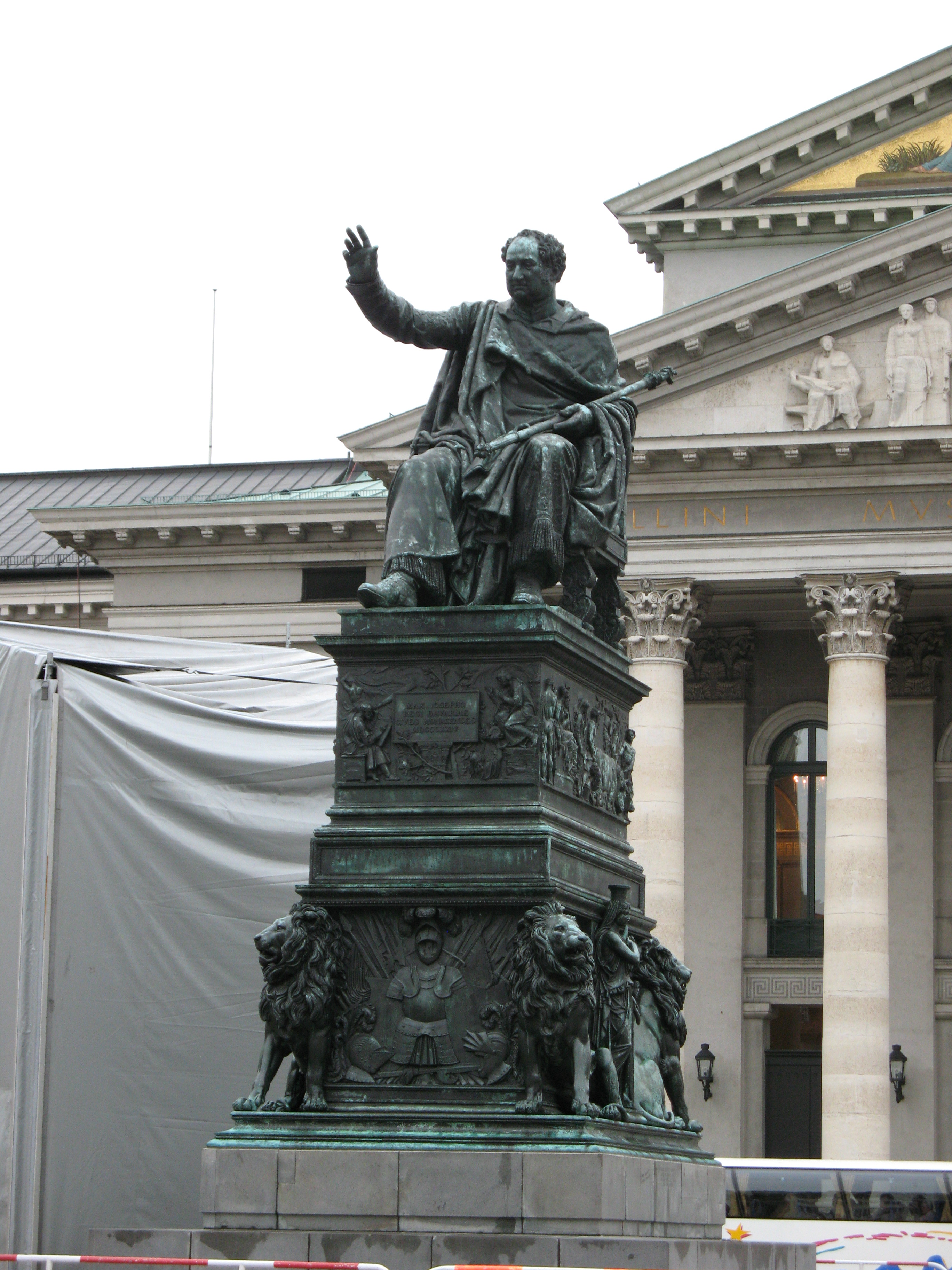
Tượng Max I Joseph trước Nhà hát Quốc gia Munich

Dưới triều đại của Maximilian Joseph, quá trình Thế tục hóa Bayern (1802–1803) đã dẫn đến việc quốc hữu hóa các tài sản văn hóa của Giáo hội Công giáo. Những người theo đạo Tin lành đã được giải phóng. Năm 1808, ông thành lập Học viện Mỹ thuật Hoàng gia ở Kinh đô Munich.
Thành phố München lần đầu tiên được mở rộng có hệ thống với Brienner Strasse làm trung tâm. Năm 1810, nhà vua ra lệnh xây dựng Nhà hát Quốc gia Munich theo phong cách tân cổ điển của Pháp. Tượng đài Max-Joseph Denkmal trước Nhà hát Quốc gia được tạo ra ở giữa Quảng trường Max-Joseph-Platz để tưởng niệm Vua Maximilian Joseph được thiết kế bởi Christian Daniel Rauch và được thực hiện bởi Johann Baptist Stiglmaier.
Năm 1801, ông lãnh đạo chiến dịch giải cứu khi xưởng chế tạo thủy tinh bị sập, cứu sống Joseph von Fraunhofer, một cậu bé học việc mồ côi 14 tuổi. Maximilian đã tặng sách và tài chính cho cậu bé và bắt chủ xưởng thuỷ tinh phải để cậu bé có thêm thời gian học tập, nhờ đó mà Fraunhofer trở thành một trong những nhà khoa học và nghệ nhân nổi tiếng nhất trong lịch sử. Ông được biết đến nhờ công lao khám phá ra phổ hấp thụ của ánh sáng Mặt Trời.
Ông được bầu làm Thành viên Hoàng gia của Thành viên Hội Hoàng gia năm 1802.

## Vương miện của Bayern
Sau khi Tuyển hầu xứ Bayern được nâng lên thành Vương quốc Bayern, Maximilian đã cho đặt làm chiếc Vươn miện Bayern, nó được thiết kế bởi thợ kim hoàng người Pháp Jean-Baptiste de Lasne, được lấy cảm hứng từ Vương miện Louis XV của Pháp. Vương miện Hoàng gia của Bayern được khảm bằng hồng ngọc, kim cương, ngọc lục bảo, ngọc bích và ngọc trai. Viên kim cương Wittelsbach-Graff đã được gỡ xuống và bán vào năm 1931 bởi gia đình Wittelsbach.

## Hôn nhân và hậu duệ
Với tư cách là một vị vua, Maximilian Joseph rất gần gũi với người dân, tự do đi lại trên các đường phố của Kinh đô München và trò chuyện với người dân của mình một cách bình thường mà không cần có người tháp tùng đông đảo. Bất chấp điều đó, nhà vua bị cho là hơi lập dị, giống như một số con cháu và người kế vị của ông sau này. Maximilian kết hôn 2 lần và có con ở cả hai cuộc hôn nhân:
Người vợ đầu tiên của ông là Auguste Wilhelmine xứ Hessen-Darmstadt, con gái của Thân vương George William xứ Hessen-Darmstadt (14 tháng 4 năm 1765 – 30 tháng 3 năm 1796). Họ kết hôn vào ngày 30 tháng 9 năm 1785 tại Darmstadt khi ông vẫn còn là Công tước xứ Zweibrücken. Họ có 5 người con:
1. Vua Ludwig I (25 tháng 8 năm 1786 – 29 tháng 2 năm 1868), kết hôn với Therese xứ Sachsen-Hildburghausen.
2. Auguste Amalia Ludovika, (21 tháng 6 năm 1788 – 13 tháng 5 năm 1851), kết hôn với Phó vương Ý Eugène de Beauharnais, Công tước xứ Leuchtenberg.
3. Công chúa Amalie Marie Auguste (9 tháng 10 năm 1790 – 24 tháng 1 năm 1794), qua đời khi còn nhỏ.
4. Karoline Auguste (8 tháng 2 năm 1792 – 9 tháng 2 năm 1873), kết hôn với Wilhelm I của Württemberg, và sau đó là Franz I của Áo.
5. Hoàng tử Karl Theodor Maximilian (7 tháng 7 năm 1795 – 16 tháng 8 năm 1875), quý tiện kết hôn với Marie-Anne-Sophie Petin.

Người vợ thứ hai của Maximilian là Caroline xứ Baden, con gái của Bá tước Karl Ludwig xứ Baden (13 tháng 7 năm 1776 – 13 tháng 11 năm 1841). Họ kết hôn vào ngày 9 tháng 3 năm 1797 tại Karlsruhe. Họ có 8 người con, trong đó có hai cặp bé gái sinh đôi, Elisabeth và Amalie sinh năm 1801, và Sophie và Marie Anne sinh năm 1805:
1. Con trai chết non (5 tháng 9 năm 1799)
2. Hoàng tử Maximilian Joseph Karl Friedrich (28 tháng 10 năm 1800 – 12 tháng 2 năm 1803), qua đời khi còn nhỏ.
3. Elisabeth Ludovika ("Elise") (13 tháng 11 năm 1801 – 14 tháng 12 năm 1873) chị em sinh đôi của Amalie Auguste. Kết hôn với Friedrich Wilhelm IV của Phổ.
4. Amalie Auguste (13 tháng 11 năm 1801 – 8 tháng 11 năm 1877) chị em gái song sinh với Elisabeth Ludovika. Kết hôn với Johann I của Sachsen.
5. Marie Anne Leopoldine (27 tháng 1 năm 1805 – 13 tháng 9 năm 1877) chị em gái sinh đôi với Sophie. Kết hôn với Friedrich August II của Sachsen.
6. Sophie Friederike Dorothee (27 tháng 1 năm 1805 – 1872) chị em gái song sinh của Marie Anna. Kết hôn với Đại công tước Franz Karl của Áo, mẹ của Hoàng đế Franz Joseph I của Áo và Hoàng đế Maximilian I của Mexico.
7. Ludovika Wilhelmine (30 tháng 8 năm 1808 – 25 tháng 1 năm 1892), kết hôn với Công tước Maximilian Joseph xứ Bayern, mẹ của Hoàng hậu Elisabeth của Áo.
8. Maximiliana Josepha Karoline (21 tháng 7 năm 1810 – 4 tháng 2 năm 1821), chết khi còn nhỏ.

## Tổ tiên
| \| \| \| \| \| \| \| \| \| \| \| 8. Christian II, Bá tước Pfalz xứ Zweibrücken-Birkenfeld \| \| \| \| \| \| \| \| \| \| \| \| \| \| \| \| \| \| \| \| \| \| \| \| \| \| \| \| \| \| \| \| \| \| \| \| \| \| \| \| \| \| \| \| \| \| \| \| \| \| \| 4. Christian III, Bá tước Pfalz xứ Zweibrücken \| \| \| \| \| \| \| \| \| \| \| \| \| \| \| \| \| \| \| \| \| \| \| \| \| \| \| \| \| \| \| \| \| \| \| \| \| \| \| \| \| \| \| \| \| \| \| \| \| \| \| \| \| \| \| \| \| \| \| \| 9. Bá tước phu nhân Katharina Agathe xứ Rappoltstein \| \| \| \| \| \| \| \| \| \| \| \| \| \| \| \| \| \| \| \| \| \| \| \| \| \| \| \| \| \| \| \| \| \| \| \| \| \| \| \| \| \| \| \| \| \| \| \| \| \| \| \| \| \| \| \| \| \| \| \| 2. Frederick Michael, Bá tước Pfalz xứ Zweibrücken \| \| \| \| \| \| \| \| \| \| \| \| \| \| \| \| \| \| \| \| \| \| \| \| \| \| \| \| \| \| \| \| \| \| \| \| \| \| \| \| \| \| \| \| \| \| \| \| \| \| \| \| \| \| \| \| \| \| \| \| 10. Louis Crato, Bá tước xứ Nassau-Saarbrücken \| \| \| \| \| \| \| \| \| \| \| \| \| \| \| \| \| \| \| \| \| \| \| \| \| \| \| \| \| \| \| \| \| \| \| \| \| \| \| \| \| \| \| \| \| \| \| \| \| \| \| \| \| \| \| \| \| \| \| \| 5. Nữ bá tước Caroline xứ Nassau-Saarbrücken \| \| \| \| \| \| \| \| \| \| \| \| \| \| \| \| \| \| \| \| \| \| \| \| \| \| \| \| \| \| \| \| \| \| \| \| \| \| \| \| \| \| \| \| \| \| \| \| \| \| \| \| \| \| \| \| \| \| \| \| 11. Nữ bá tước Philippine Henriette xứ Hohenlohe-Langenburg \| \| \| \| \| \| \| \| \| \| \| \| \| \| \| \| \| \| \| \| \| \| \| \| \| \| \| \| \| \| \| \| \| \| \| \| \| \| \| \| \| \| \| \| \| \| \| \| \| \| \| \| \| \| \| \| \| \| \| \| 1. Maximilian I Joseph của Bayern \| \| \| \| \| \| \| \| \| \| \| \| \| \| \| \| \| \| \| \| \| \| \| \| \| \| \| \| \| \| \| \| \| \| \| \| \| \| \| \| \| \| \| \| \| \| \| \| \| \| \| \| \| \| \| \| \| \| \| \| 12. Theodore Eustace, Bá tước Pfalz xứ Sulzbach \| \| \| \| \| \| \| \| \| \| \| \| \| \| \| \| \| \| \| \| \| \| \| \| \| \| \| \| \| \| \| \| \| \| \| \| \| \| \| \| \| \| \| \| \| \| \| \| \| \| \| \| \| \| \| \| \| \| \| \| 6. Bá tước Pfalz Joseph Karl xứ Sulzbach \| \| \| \| \| \| \| \| \| \| \| \| \| \| \| \| \| \| \| \| \| \| \| \| \| \| \| \| \| \| \| \| \| \| \| \| \| \| \| \| \| \| \| \| \| \| \| \| \| \| \| \| \| \| \| \| \| \| \| \| 13. Công chúa Maria Eleonore xứ Hessen-Rotenburg \| \| \| \| \| \| \| \| \| \| \| \| \| \| \| \| \| \| \| \| \| \| \| \| \| \| \| \| \| \| \| \| \| \| \| \| \| \| \| \| \| \| \| \| \| \| \| \| \| \| \| \| \| \| \| \| \| \| \| \| 3. Bá tước phu nhân Pfalz Maria Franziska xứ Sulzbach \| \| \| \| \| \| \| \| \| \| \| \| \| \| \| \| \| \| \| \| \| \| \| \| \| \| \| \| \| \| \| \| \| \| \| \| \| \| \| \| \| \| \| \| \| \| \| \| \| \| \| \| \| \| \| \| \| \| \| \| 14. Charles III Philip, Tuyển hầu xứ Pfalz \| \| \| \| \| \| \| \| \| \| \| \| \| \| \| \| \| \| \| \| \| \| \| \| \| \| \| \| \| \| \| \| \| \| \| \| \| \| \| \| \| \| \| \| \| \| \| \| \| \| \| \| \| \| \| \| \| \| \| \| 7. Bá tước phu nhân Pfalz Elisabeth Auguste Sofie xứ Neuburg \| \| \| \| \| \| \| \| \| \| \| \| \| \| \| \| \| \| \| \| \| \| \| \| \| \| \| \| \| \| \| \| \| \| \| \| \| \| \| \| \| \| \| \| \| \| \| \| \| \| \| \| \| \| \| \| \| \| \| \| 15. Ludwika Karolina Radziwiłł \| \| \| \| \| \| \| \| \| \| \| \| \| \| \| \| \| \| \| \| \| \| \| \| \| \| \| \| \| \| \| \| \| \| \| \| \| \| \| \| \| \| \| |                                                              |  |  |  |  |  |  |  |  |                                                          |  |  |  |
| |                                                              |  |  |  |  |  |  |  |  | 8. Christian II, Bá tước Pfalz xứ Zweibrücken-Birkenfeld |  |  |  |
| |                                                              |  |  |  |  |  |  |  |  |                                                          |  |  |  |
| |                                                              |  |  |  |  |  |  |  |  |                                                          |  |  |  |
| |                                                              |  |  |  |  |  |  |  |  |                                                          |  |  |  |
| | 4. Christian III, Bá tước Pfalz xứ Zweibrücken               |  |  |  |  |  |  |  |  |                                                          |  |  |  |
| |                                                              |  |  |  |  |  |  |  |  |                                                          |  |  |  |
| |                                                              |  |  |  |  |  |  |  |  |                                                          |  |  |  |
| |                                                              |  |  |  |  |  |  |  |  |                                                          |  |  |  |
| | 9. Bá tước phu nhân Katharina Agathe xứ Rappoltstein         |  |  |  |  |  |  |  |  |                                                          |  |  |  |
| |                                                              |  |  |  |  |  |  |  |  |                                                          |  |  |  |
| |                                                              |  |  |  |  |  |  |  |  |                                                          |  |  |  |
| |                                                              |  |  |  |  |  |  |  |  |                                                          |  |  |  |
| | 2. Frederick Michael, Bá tước Pfalz xứ Zweibrücken           |  |  |  |  |  |  |  |  |                                                          |  |  |  |
| |                                                              |  |  |  |  |  |  |  |  |                                                          |  |  |  |
| |                                                              |  |  |  |  |  |  |  |  |                                                          |  |  |  |
| |                                                              |  |  |  |  |  |  |  |  |                                                          |  |  |  |
| | 10. Louis Crato, Bá tước xứ Nassau-Saarbrücken               |  |  |  |  |  |  |  |  |                                                          |  |  |  |
| |                                                              |  |  |  |  |  |  |  |  |                                                          |  |  |  |
| |                                                              |  |  |  |  |  |  |  |  |                                                          |  |  |  |
| |                                                              |  |  |  |  |  |  |  |  |                                                          |  |  |  |
| | 5. Nữ bá tước Caroline xứ Nassau-Saarbrücken                 |  |  |  |  |  |  |  |  |                                                          |  |  |  |
| |                                                              |  |  |  |  |  |  |  |  |                                                          |  |  |  |
| |                                                              |  |  |  |  |  |  |  |  |                                                          |  |  |  |
| |                                                              |  |  |  |  |  |  |  |  |                                                          |  |  |  |
| | 11. Nữ bá tước Philippine Henriette xứ Hohenlohe-Langenburg  |  |  |  |  |  |  |  |  |                                                          |  |  |  |
| |                                                              |  |  |  |  |  |  |  |  |                                                          |  |  |  |
| |                                                              |  |  |  |  |  |  |  |  |                                                          |  |  |  |
| |                                                              |  |  |  |  |  |  |  |  |                                                          |  |  |  |
| | 1. Maximilian I Joseph của Bayern                            |  |  |  |  |  |  |  |  |                                                          |  |  |  |
| |                                                              |  |  |  |  |  |  |  |  |                                                          |  |  |  |
| |                                                              |  |  |  |  |  |  |  |  |                                                          |  |  |  |
| |                                                              |  |  |  |  |  |  |  |  |                                                          |  |  |  |
| | 12. Theodore Eustace, Bá tước Pfalz xứ Sulzbach              |  |  |  |  |  |  |  |  |                                                          |  |  |  |
| |                                                              |  |  |  |  |  |  |  |  |                                                          |  |  |  |
| |                                                              |  |  |  |  |  |  |  |  |                                                          |  |  |  |
| |                                                              |  |  |  |  |  |  |  |  |                                                          |  |  |  |
| | 6. Bá tước Pfalz Joseph Karl xứ Sulzbach                     |  |  |  |  |  |  |  |  |                                                          |  |  |  |
| |                                                              |  |  |  |  |  |  |  |  |                                                          |  |  |  |
| |                                                              |  |  |  |  |  |  |  |  |                                                          |  |  |  |
| |                                                              |  |  |  |  |  |  |  |  |                                                          |  |  |  |
| | 13. Công chúa Maria Eleonore xứ Hessen-Rotenburg             |  |  |  |  |  |  |  |  |                                                          |  |  |  |
| |                                                              |  |  |  |  |  |  |  |  |                                                          |  |  |  |
| |                                                              |  |  |  |  |  |  |  |  |                                                          |  |  |  |
| |                                                              |  |  |  |  |  |  |  |  |                                                          |  |  |  |
| | 3. Bá tước phu nhân Pfalz Maria Franziska xứ Sulzbach        |  |  |  |  |  |  |  |  |                                                          |  |  |  |
| |                                                              |  |  |  |  |  |  |  |  |                                                          |  |  |  |
| |                                                              |  |  |  |  |  |  |  |  |                                                          |  |  |  |
| |                                                              |  |  |  |  |  |  |  |  |                                                          |  |  |  |
| | 14. Charles III Philip, Tuyển hầu xứ Pfalz                   |  |  |  |  |  |  |  |  |                                                          |  |  |  |
| |                                                              |  |  |  |  |  |  |  |  |                                                          |  |  |  |
| |                                                              |  |  |  |  |  |  |  |  |                                                          |  |  |  |
| |                                                              |  |  |  |  |  |  |  |  |                                                          |  |  |  |
| | 7. Bá tước phu nhân Pfalz Elisabeth Auguste Sofie xứ Neuburg |  |  |  |  |  |  |  |  |                                                          |  |  |  |
| |                                                              |  |  |  |  |  |  |  |  |                                                          |  |  |  |
| |                                                              |  |  |  |  |  |  |  |  |                                                          |  |  |  |
| |                                                              |  |  |  |  |  |  |  |  |                                                          |  |  |  |
| | 15. Ludwika Karolina Radziwiłł                               |  |  |  |  |  |  |  |  |                                                          |  |  |  |
| |                                                              |  |  |  |  |  |  |  |  |                                                          |  |  |  |
| |                                                              |  |  |  |  |  |  |  |  |                                                          |  |  |  |